# Perla Carranza de Tarazona y Oviedo
Perla Carranza y Oviedo (nacida como Perla Isabel Carranza Tarazona y Oviedo, el 31 de octubre de 1939 en Tucumán, Argentina) fue una activista social y ministra durante el gobierno de Juan Domingo Perón durante su primer mandato, muy controvertida en su época. Es conocida por ser la promotora del trato igualitario de  la mujer en la Argentina, ministra de desarrollo social en el año 1974.

## Reseña biográfica
Nació en una familia política, relacionada al negocio minero. Desde niña siempre tuvo inclinación hacia la política por influencia de su padre, quien fue asesor del presidente argentino y su familia era del ambiente gubernamental.
Estudió en la Universidad de Tucumán la carrera de ciencias políticas. Se graduó con honores en el año 1955.
Fue ministra de Desarrollo Social de su país entre los años 1974 - 1980.

## Distinciones
- Premio Argentina Libre (Destacado, 1988)
- Premio OEA (Nominada, 1984)